# Černovice, Domažlice
Černovice là một làng thuộc huyện Domažlice, vùng Plzeňský, Cộng hòa Séc.